# Questocrypta goloboffi
Questocrypta goloboffi is een spinnensoort uit de familie Barychelidae. De soort komt voor in Nieuw-Caledonië.